# Zygophlebia longipilosa
Zygophlebia longipilosa là một loài dương xỉ trong họ Polypodiaceae. Loài này được C. Chr. L.E. Bishop mô tả khoa học đầu tiên năm 1989.